# Rückersdorf (Baviera)
Rückersdorf è un comune tedesco di 4 469 abitanti, situato nel land della Baviera.